# Rafiki
Rafiki (em Swahili "amigo") é um drama queniano de 2018 dirigido por Wanuri Kahiu . Rafiki é a história do romance que cresce entre duas jovens, Kena e Ziki, em meio a pressões familiares e políticas em torno dos direitos LGBT no Quênia . O filme teve sua estreia internacional na seção Un Certain Regard do Festival de Cannes 2018 ; foi o primeiro filme queniano a ser exibido no festival.

## Enredo
Kena ajuda seu pai, John Mwaura, a administrar uma pequena loja de conveniência em Nairóbi, enquanto ele faz campanha para uma eleição local. Kena mora com a mãe, que não fala muito com John. Kena começa a flertar com Ziki, uma garota do bairro com cabelos coloridos, que por acaso também é filha de Peter Okemi, rival político de John. Kena e Ziki têm vários encontros românticos e rapidamente se tornam muito próximas, mas há tensões quanto a mostrar seu afeto em público porque a homossexualidade é ilegal no Quênia.
Os amigos de Ziki ficam com ciúmes por ela passar tanto tempo com Kena, e quando eles atacam Kena, Ziki a defende. Ziki leva Kena para casa para curar suas feridas, mas a mãe de Ziki as pega se beijando. Elas fogem juntas para se esconder, mas são encontradas pela fofoqueira da cidade, que traz uma multidão furiosa para atacar as duas garotas. Ambas são presas e têm que ser pegas pelos pais. Ziki não consegue mais ver Kena, e seus pais a mandam para morar em Londres. John se recusa a deixar Kena levar a culpa pelo que aconteceu, mesmo que isso signifique perder a chance de vencer a eleição.
Alguns anos depois, Kena realizou seu sonho de se tornar uma médica e ficou sabendo que Ziki havia retornado à cidade. O filme termina quando elas se reencontram: depois de todos esses anos, o amor delas não morreu.

## Elenco
- Samantha Mugatsia como Kena
- Sheila Munyiva como Ziki
- Neville Misati como Blacksta
- Nini Wacera como Mercy
- Jimmy Gathu como John Mwaura
- Charlie Karumi como Waireri
- Muthoni Gathecha como Mama Atim
- Dennis Musyoka como Peter Okemi
- Patricia Amira como Rose Okemi
- Nice Githinji como Nduta
- Patricia Kihoro como Josephine
- Mellen Aura como Elizabeth

## Produção
O filme é inspirado no conto vencedor do Prêmio Caine de 2007, "Árvore de Jambula", de Uganda Monica Arac de Nyeko . O título do filme "Rafiki" (que significa "amigo" em suaíli ) foi escolhido porque, devido à homofobia na sociedade, os parceiros em uma relação do mesmo sexo muitas vezes precisam apresentar o parceiro como um "amigo", mesmo que sejam mais do que um amigo.
Demorou vários anos para encontrar financiamento para produzir o filme. Os cineastas inicialmente tentaram obter financiamento no Quênia, mas não foi possível, então eles encontraram parceiros de coprodução na Europa, bem como financiamento do Líbano e dos Estados Unidos.
As cores desempenharam um papel importante na cinematografia e direção de arte do filme. Os cineastas queriam mostrar que Nairóbi é uma cidade muito colorida, por isso há muita cor no filme. Cenas de intimidade entre Kena e Ziki são mostradas em tons pastéis mais ternos, em vez dos contrastes de cores fortes das outras cenas.
Foi o primeiro filme de Samantha Mugatsia como atriz. Kahiu a descobriu na festa de um amigo e a convidou para fazer um teste para o papel, pois ela tinha algumas das características da personagem Kena. Sheila Munyiva já havia atuado em filmes antes.

## Recepção
No Metacritic, o filme tem uma pontuação de 68 em 100 com base nas críticas de 17 críticos, indicando "críticas geralmente favoráveis".

### Proibição no Quênia
Rafiki foi banido pelo Conselho de Classificação de Filmes do Quênia (KFCB) "devido ao seu tema homossexual e clara intenção de promover o lesbianismo no Quênia, contrário à lei". O Conselho pediu ao diretor do filme para mudar o final, pois era muito esperançoso e positivo. Kahiu recusou, o que levou à proibição do filme. A KFCB alertou que qualquer pessoa encontrada em posse do filme estaria violando a lei no Quênia, onde o sexo homossexual é punível com 14 anos de prisão. A proibição aumentou a indignação internacional entre os defensores dos direitos LGBT+.
A diretora do filme, Wanuri Kahiu, processou o governo do Quênia, para permitir que o filme fosse exibido e se tornasse elegível para ser inscrito como a entrada do Quênia para o Prêmio da Academia de Melhor Filme Estrangeiro no 91º Oscar . Em 21 de setembro de 2018, o Supremo Tribunal do Quênia suspendeu a proibição do filme, permitindo que fosse exibido no país por sete dias, atendendo, portanto, aos requisitos de elegibilidade. Depois que a proibição foi suspensa, o filme foi exibido para uma multidão lotada em um cinema em Nairóbi . Apesar da proibição ter sido suspensa, ele não foi selecionado como a apresentação do Quênia na categoria Filmes em Língua Estrangeira, com Supa Modo sendo enviado em seu lugar.

### Prêmios
Mugatsia ganhou o prêmio de Melhor Atriz no FESPACO 2019 em Ouagadougou, Burkina Faso, por sua interpretação de Kena.